# Авенида Леандро Н. Алем
Авенида Леандро Н.Алем (исп. Avenida Leandro N. Alem) — улица в городе Буэнос-Айрес, Аргентина.

## Топонимика
Улица названа в честь политика Леандро Нисефоро Алема, лидера Revolución del Parque в 1890 году и основателя партии Гражданский союз (позже из этой партии вышла новая партия Гражданский радикальный союз).

## История

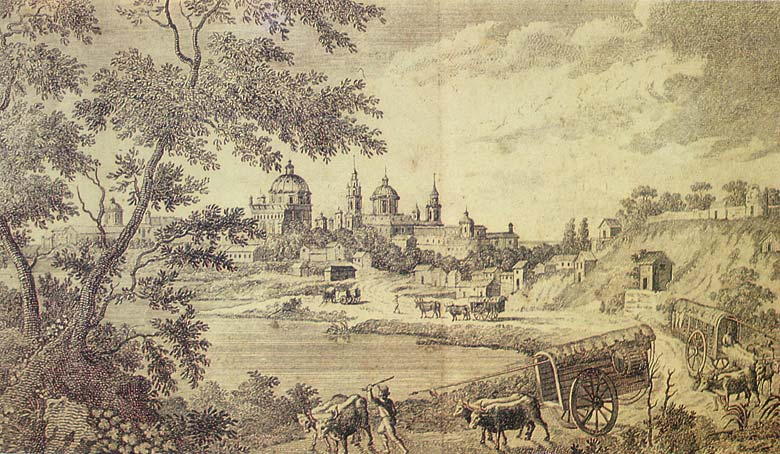
Улица в XIX веке

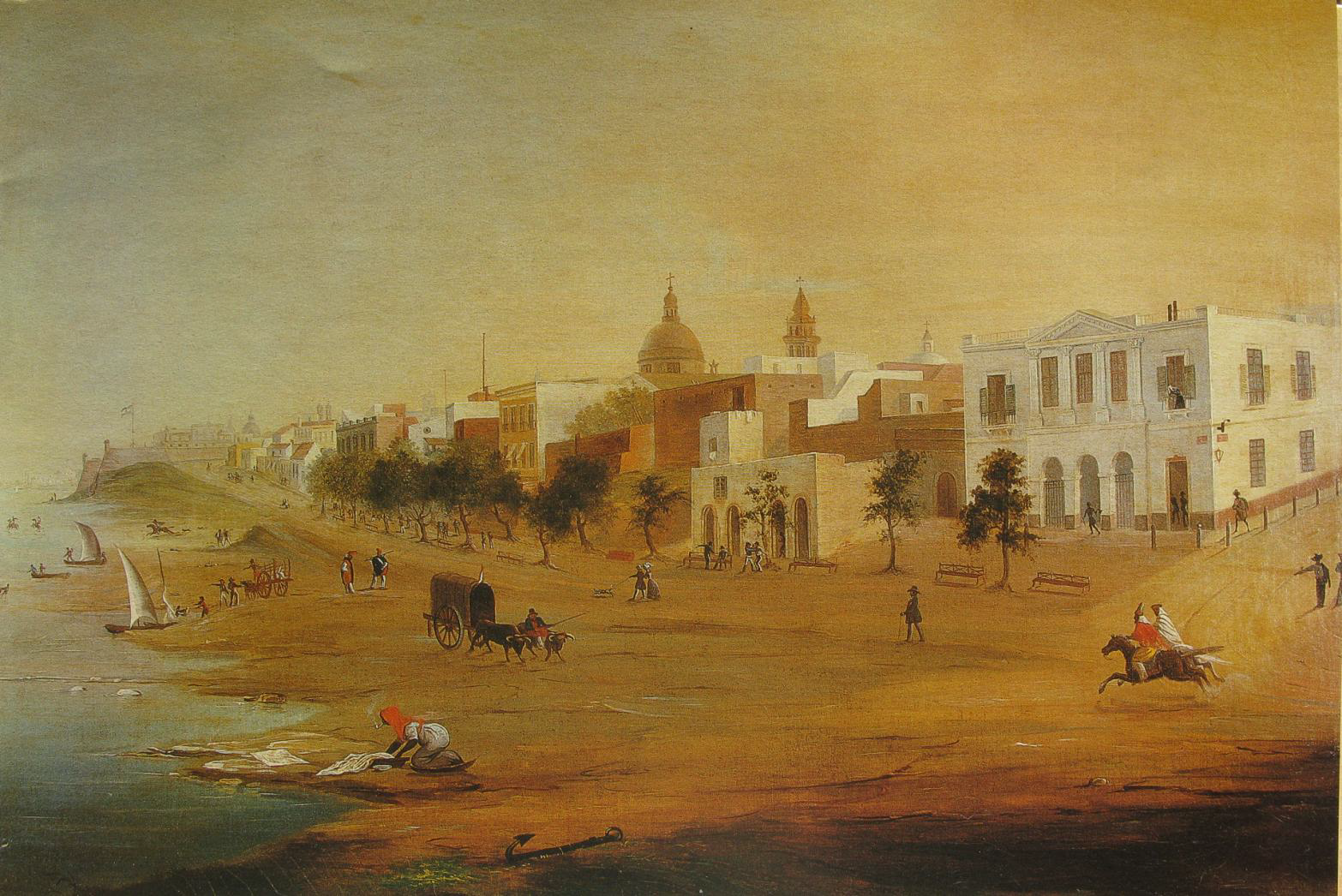
В начале улицы Пасео-де-ла-Аламеда. (1847)

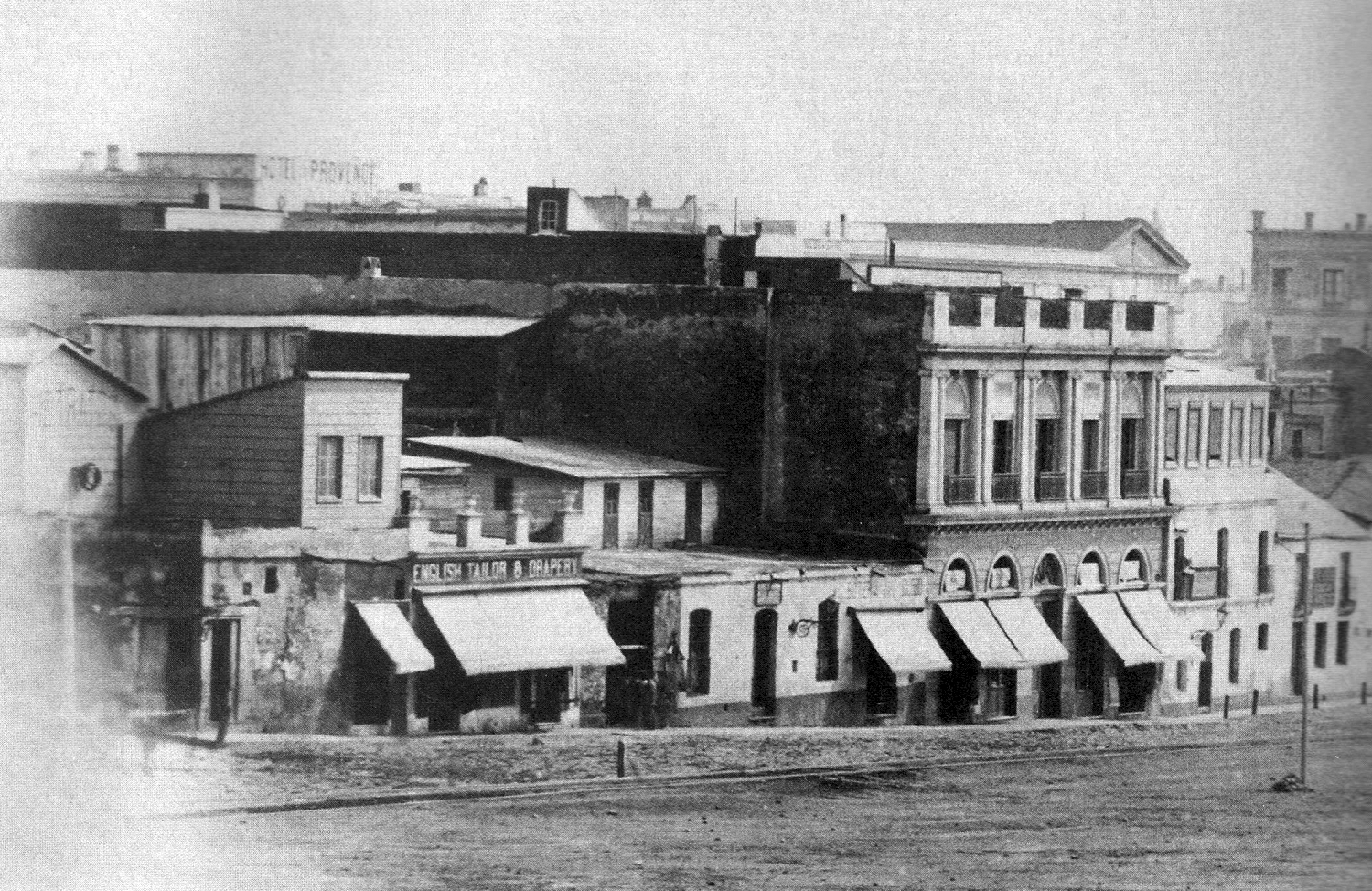
Старые здания на Пасео-де-Хулио (1867)

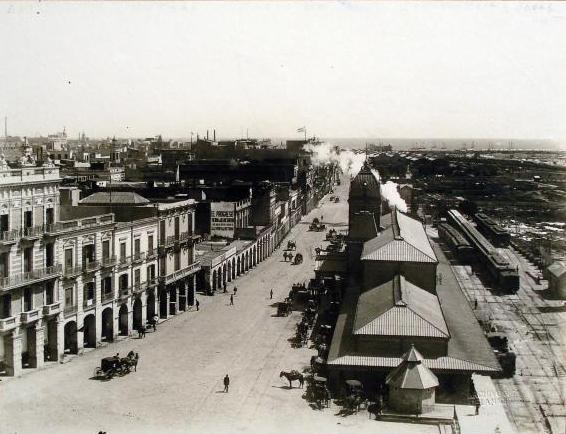
Центральный вокзал который был недалеко от Каса Росада и сгорел в 1897 году.

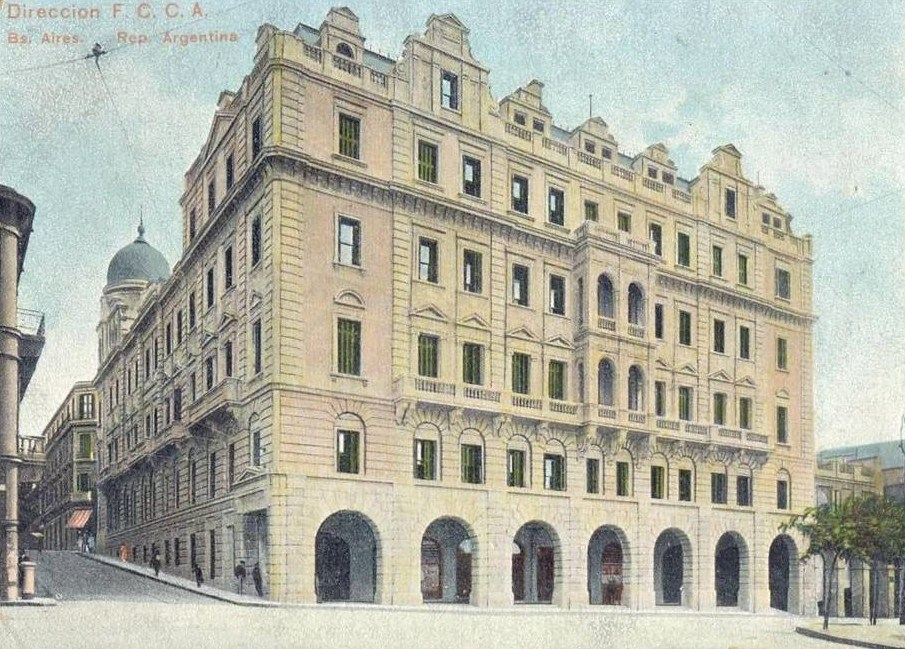
Дирекция Центральной железной дороги Аргентины была первым крупным офисным зданием на Пасео-де-Хулио. (1901)

Участок улицы Авенида дель Либертадор (на площади Сан-Мартин) который достигает Плаза Батлер раньше был частью улицы Авенида Леандро Н. Алем, в прошлом имевшей название Пасео-де-Хулио.
Первоначальное название улицы было — Пасео-де-ла-Аламеда и появилась улица около 1780 года, с момента появление первой публичной набережной в Буэнос-Айресе и была обращена к Рио-де-ла-Плата. В 1846 году, во время правления Хуана Мануэля де Росаса, жители начали заселять побережье и началось строительство дамбы, с целью избежать наводнений реки, а улица Пасео-де-Хулио постепенно продолжала увеличиваться в следующие десятилетия.
В 1860-е годы, железная дорога начала соединять Буэнос-Айрес с аргентинскими городами и близлежащим портом, в то время британская компания вела торги для лучшего расположения вокзала в центре города, который был построен в 1870 году к северу от Каса Росада, между Пасео-де-Хулио и банком.
В 1887 году разрабатывался проект строительства нового района Пуэрто-Мадеро, Пасео-де-Хулио становилась прибрежным проспектом, на ней продолжалось активное строительство, хотя центральный участок Пасео (от Каса Росада до Главпочтамта) был зарезервирован для государственного парка.
В 1897 году пожар полностью уничтожил центральный вокзал, который решили не восстанавливать что привело к увеличению автомобильного движения в районе. Кроме того началось строительство нового порта Пуэрто-Мадеро, Постепенно появлялся современный проспект Авенида Леандро Н.Алем.
Уже в 1875 году, вышло постановление что владельцы, чьи здания имеют окна на улицу Пасео-де-Хулио, выделяли средства для улучшения тротуаров. С 1900 прошла большая волна строительства, которая полностью изменила внешний вид проспекта, придавая ему современный уровень.
С начала века, здесь началось строительство больших зданий которые менее чем за 20 лет полностью заменили старые колониальные дома, которые изобиловали в прошлом. Первая из достопримечательностей улицы — администрация железной дороги (Administración del Ferrocarril Central Argentino), была завершена в 1901 году на углу улицы calle Bartolomé Mitre, и в настоящее время это здание занимает Министерство внутренних дел. Рядом были построены Palace Hotel, Sociedad Hipotecaria Belga Americana и Edificio Nicolás Mihanovich.
В 1919 году вышло постановление которое изменило название улицы на Авенида Леандро Н. Алем, переименованной в честь известного политика и основателя партии Гражданский союз. В 1950 году, вышло подобное постановление городской администрации которое переименовало улицу Сан-Мартин и Альвеар на проспект Авенида дель Либертадор. Тем временем продолжалось активное строительство, двигаясь от дворца Каса Росада на север, были построены ряд зданий для офисов и банков на участке от проспекта Авенида Кордовы до площади Сан-Мартин.
Сегодня Авенида Леандро Н. Алем является одной из наиболее важных улиц города, используется ежедневно для проезда на юг (в районы Ла Бока, Сан-Тельмо) и на север (в районы Ретиро, Реколета, Палермо и т. д.). Кроме того, улица характеризуется уникальной архитектурой, которая охватывает период с 1900 года по настоящее время.

## Особенности
Эта улица располагается на границе районов Сан-Николас и Монсеррат, на углу улиц Авенида Ла-Рабида и Ривадавия, в непосредственной близости от парка Колумба и Каса Росада. Зеленые насаждения располагаются на территории Плаза-Хуан-де Гарай и Пласа Раззано, и подходят к Авенида Росалес. Далее находится Пласа Рома между улицами Лаваль и Тукуман.
С севера на юг, улица имеет двухстороннее автомобильное движение, специальные полосы для такси и автобусов, двойную полосу для автомобилей.
В районе Рио дель Плата, между улицей Авенида Леандро Н. Алем и улицей 25 мая, с севера на юг местность постепенно снижается. Буэнос-Айрес был основан в 1580 году на плато, которое имеет максимальную высоту в центре города, и снижение ландшафта более сего выражено на перпендикулярных центральных улицах.
Проспект расположен в 100 метрах от параллельной улицы 25 мая, где расположены здания начала XX века.

## Галерея

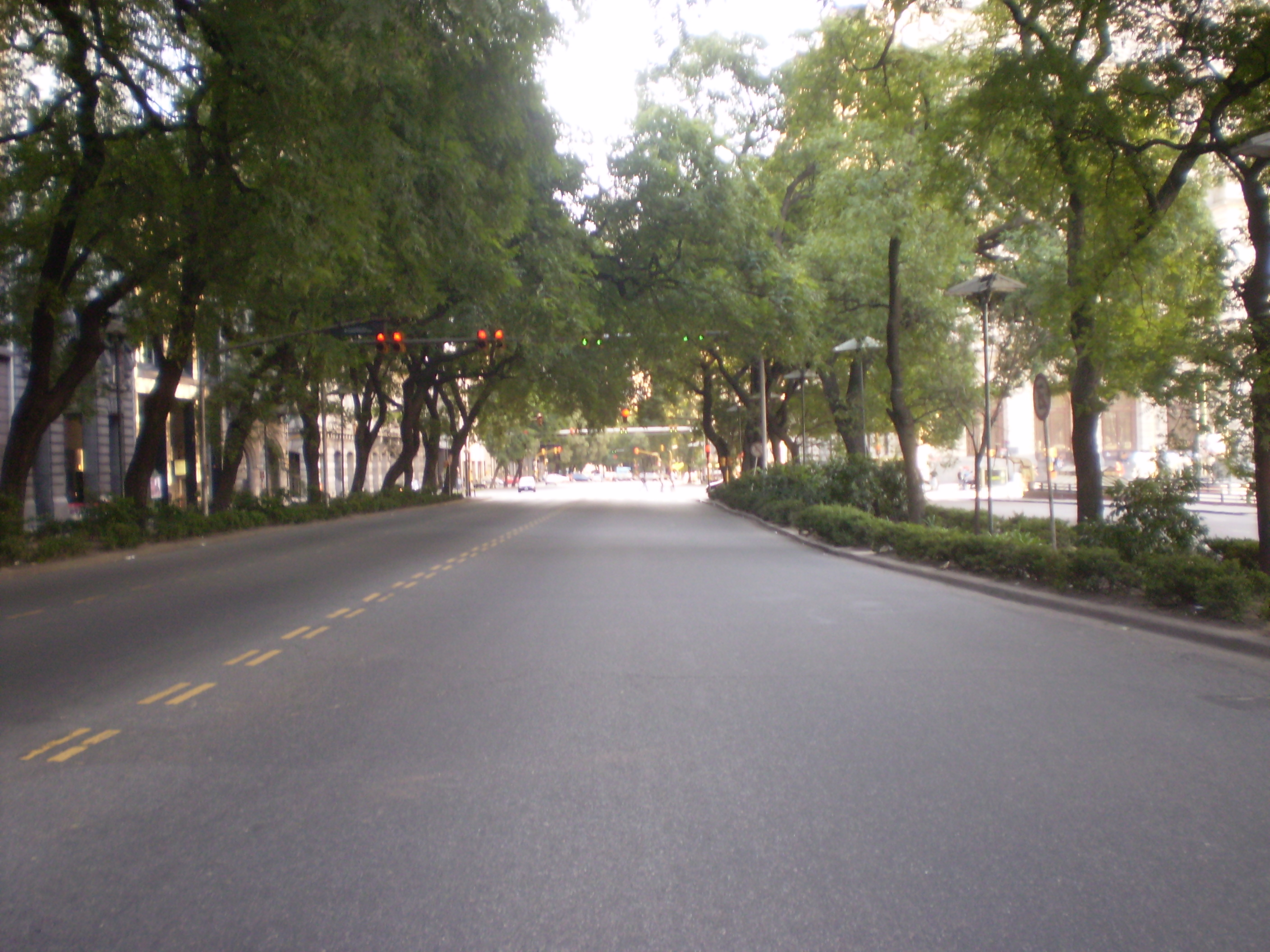
Центр улицы Авенида Леандро Н.Алем
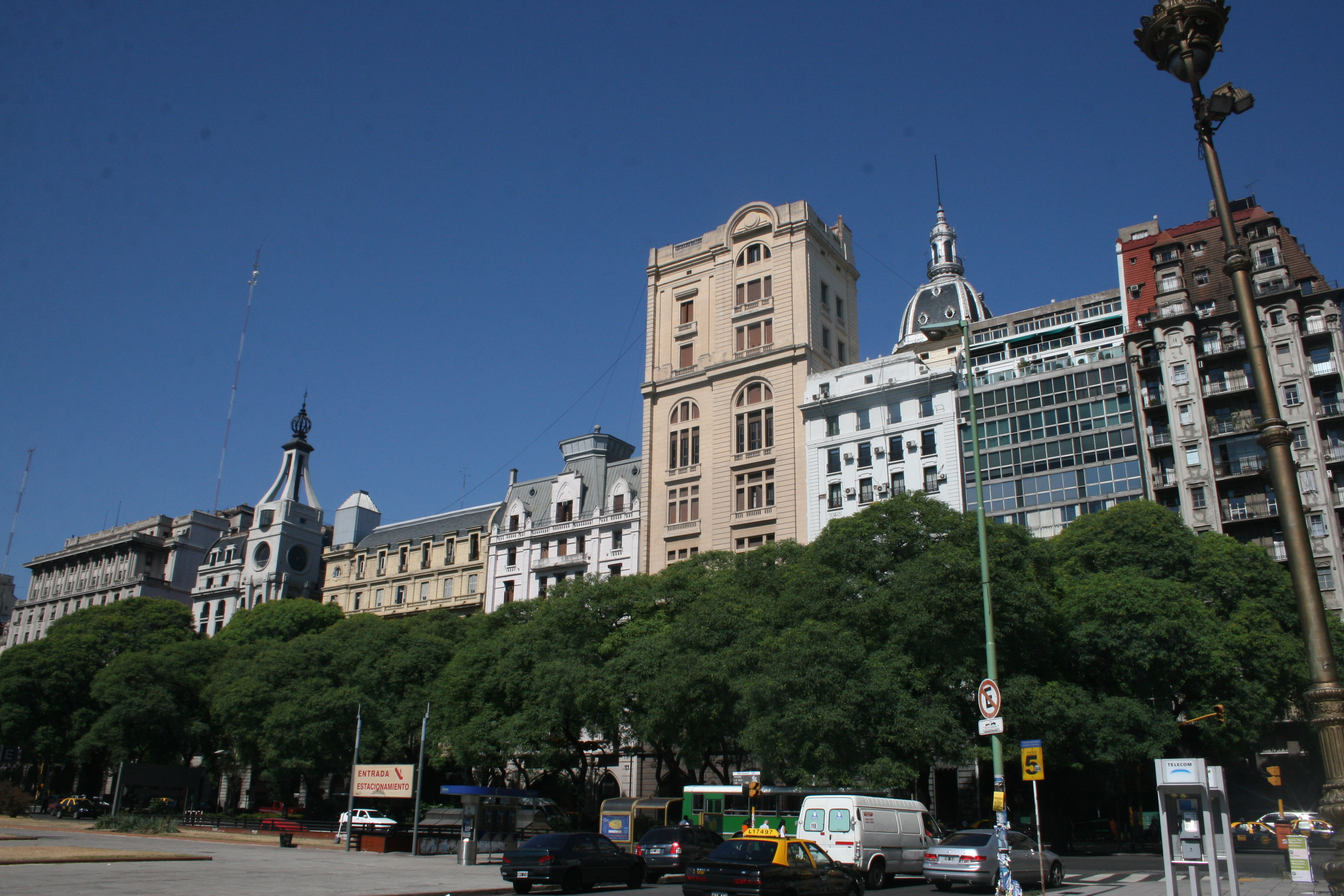
Авенида Леандро Н.Алем между Гран Перон и Сармьенто
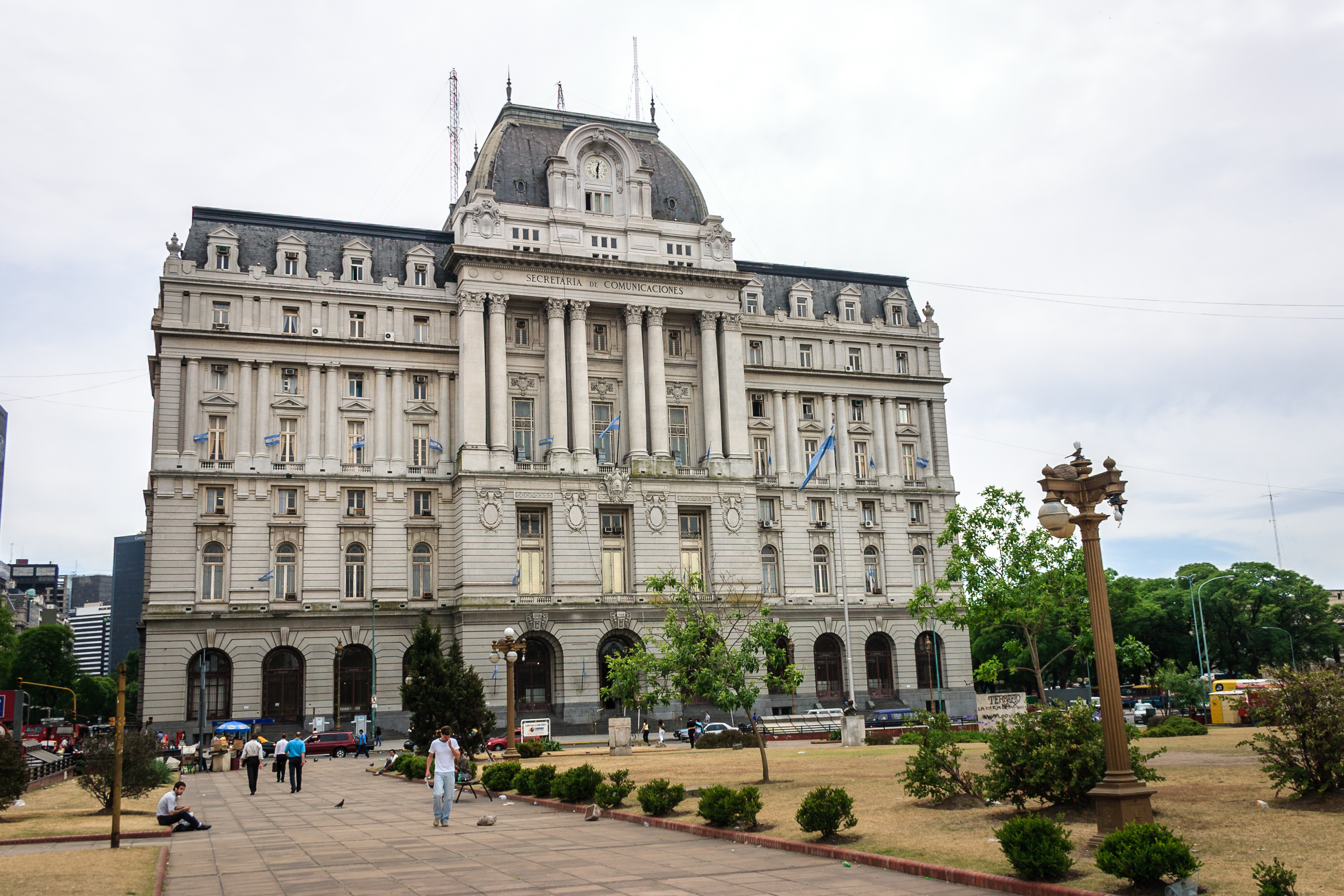
Паласио Корреос
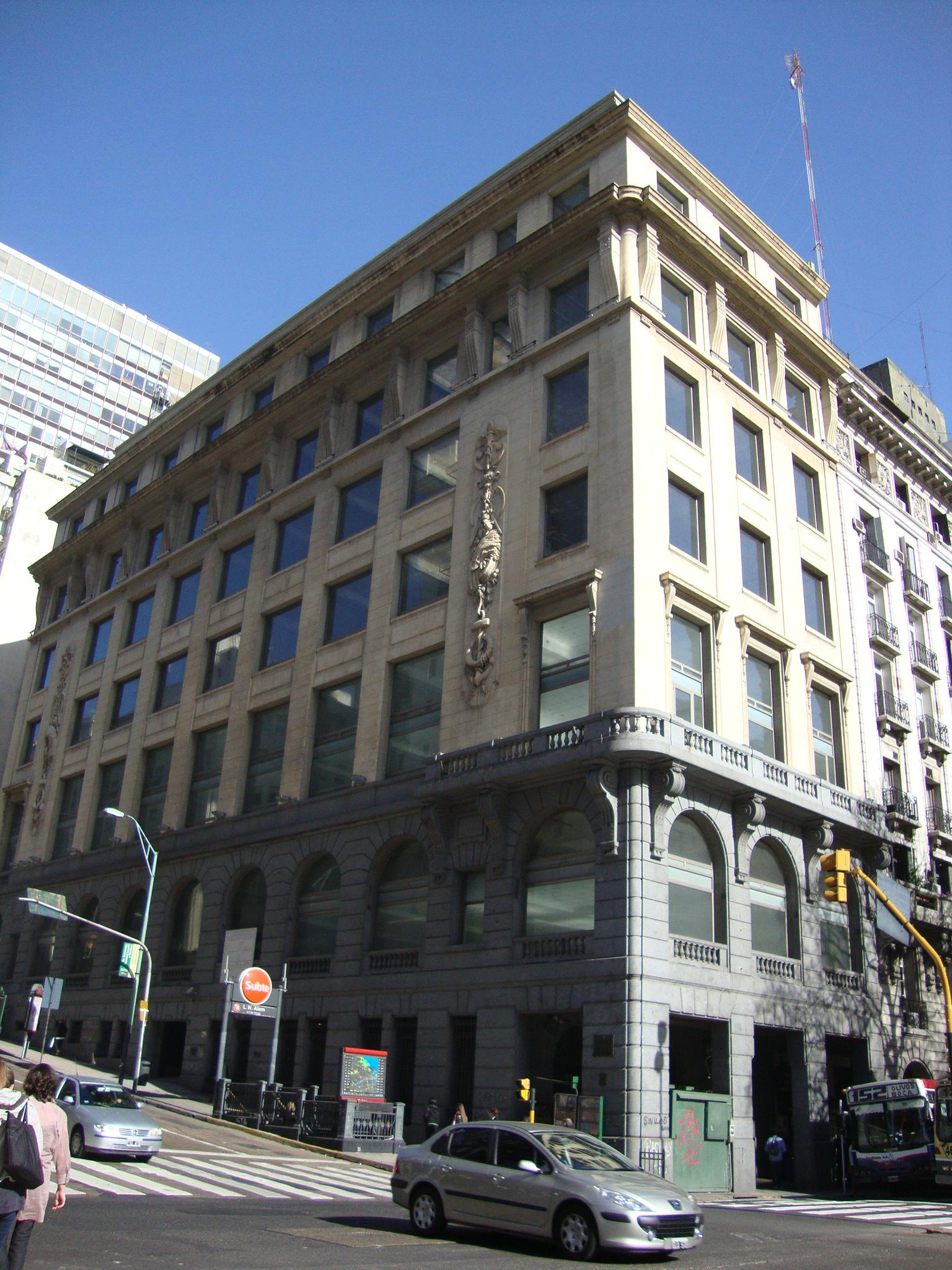
Edificio Dreyfus
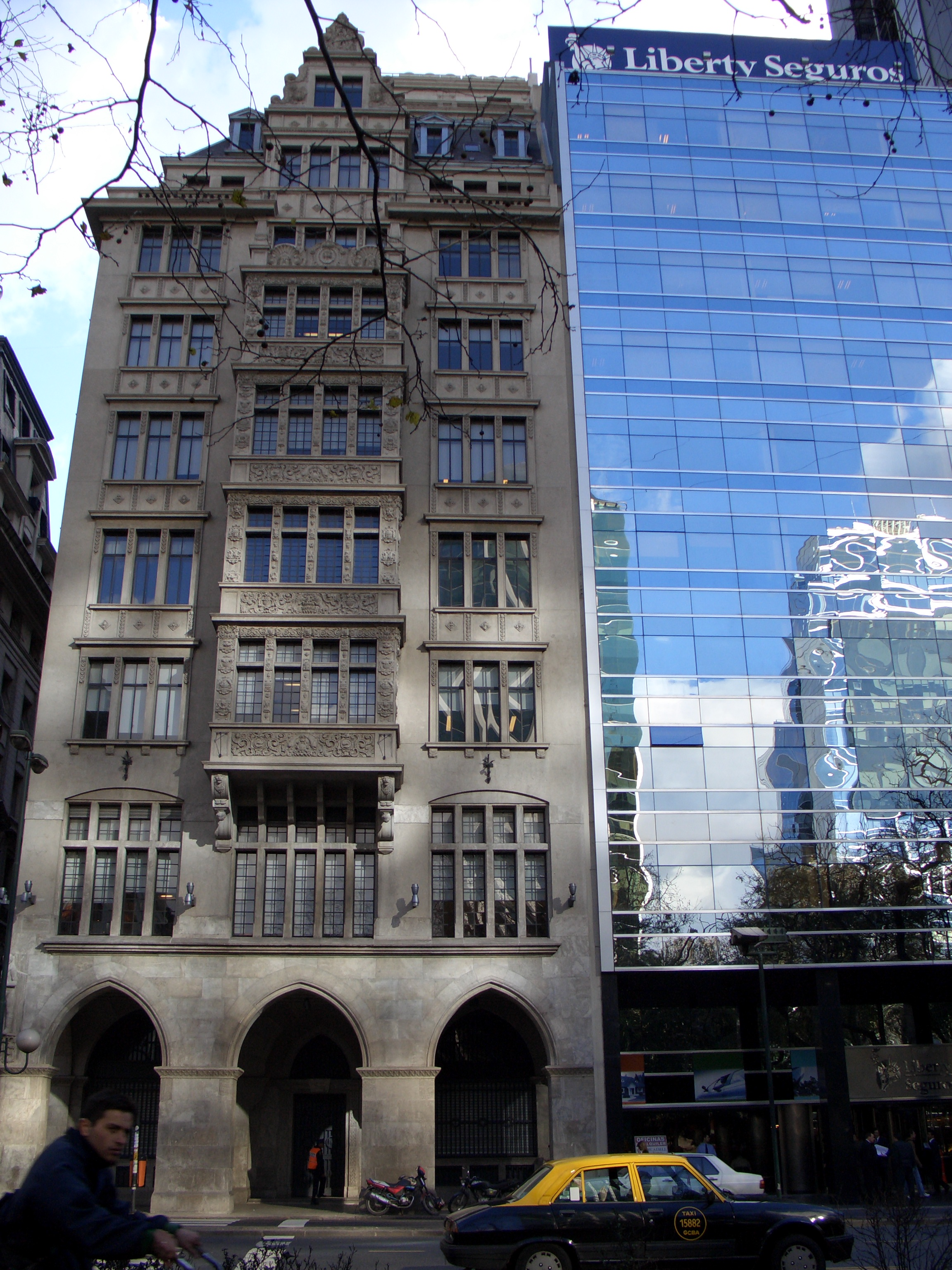
Edificio Bunge y Born (izquierda)
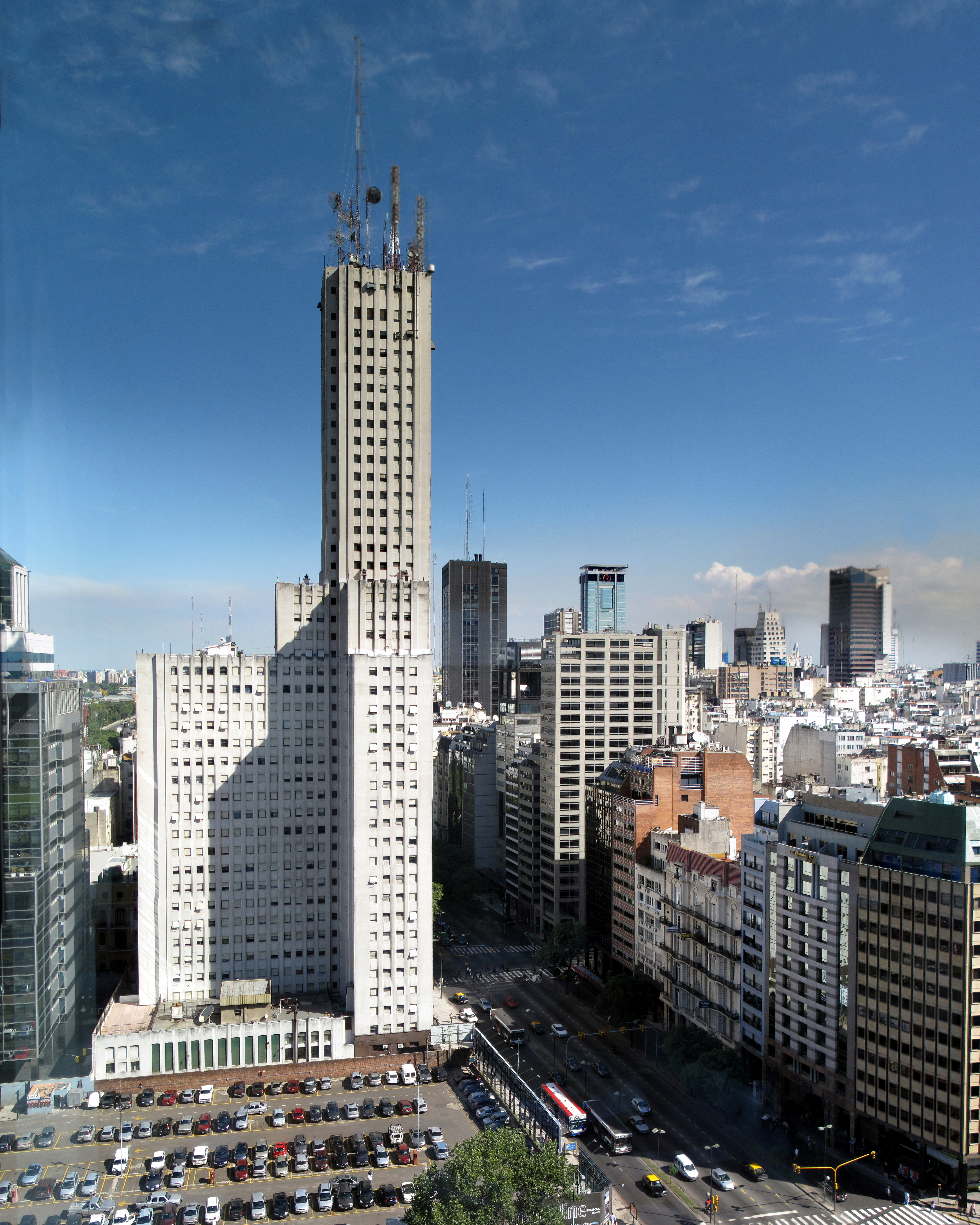
Edificio ALAS
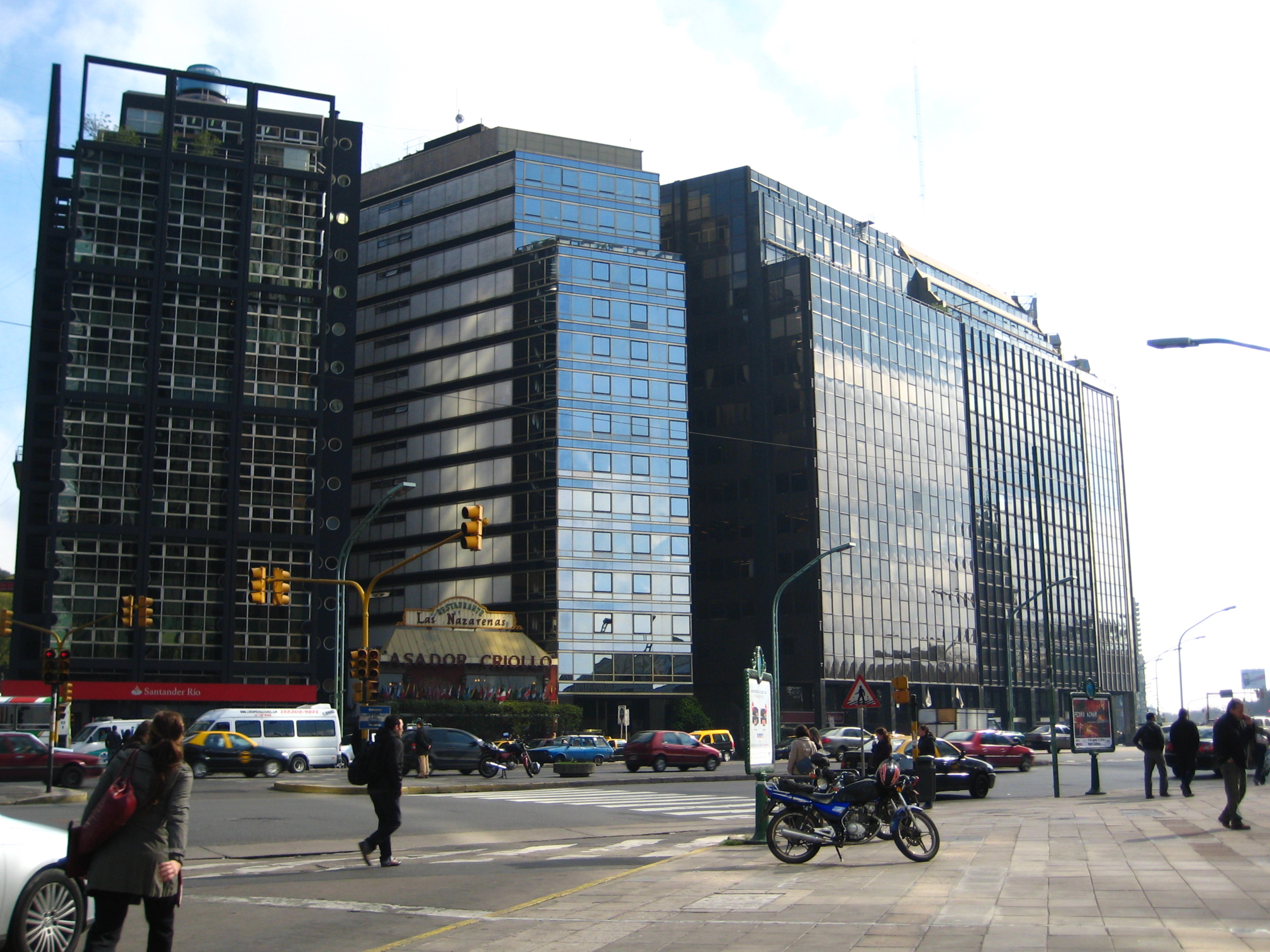
Современное здание, между улиц Ricardo Rojas и San Martín
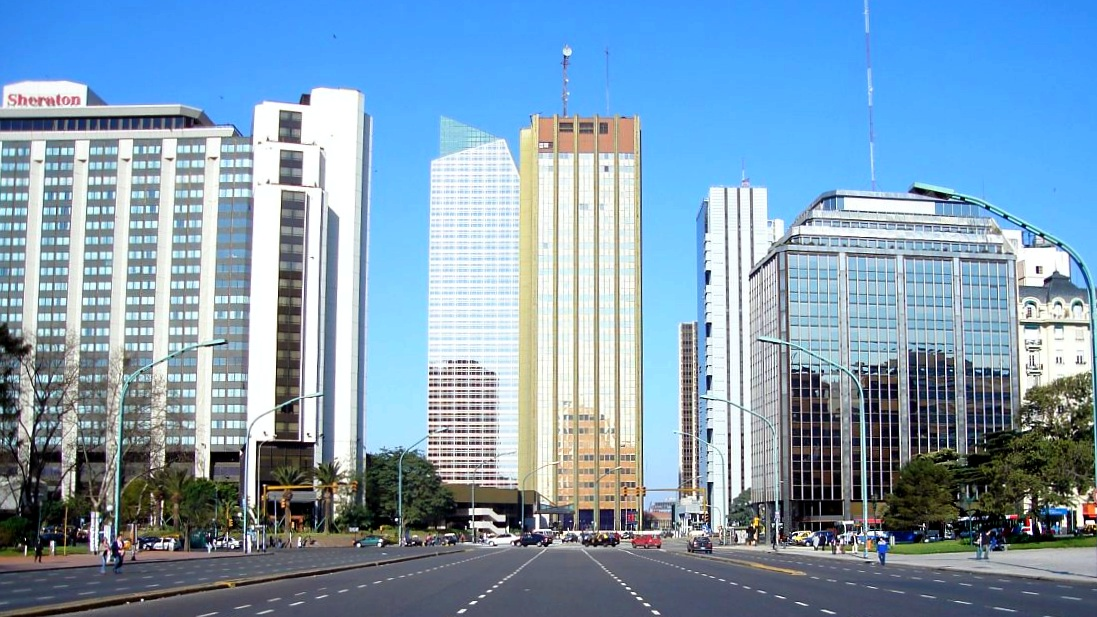
Catalinas Norte desde Plaza San Martín